# Rivière Talluup
Rivière Talluup är ett vattendrag i Kanada.   Det ligger i provinsen Québec, i den östra delen av landet, 1 800 km norr om huvudstaden Ottawa. Rivière Talluup ligger vid sjön Lac Qullisajarniaviup.
Omgivningarna runt Rivière Talluup är i huvudsak ett öppet busklandskap. Trakten runt Rivière Talluup är nära nog obefolkad, med mindre än två invånare per kvadratkilometer.